# Cuto de la Esperanza
Cuto de la Esperanza är en ort i Mexiko.   Den ligger i kommunen Morelia och delstaten Michoacán de Ocampo, i den södra delen av landet, 230 km väster om huvudstaden Mexico City. Cuto de la Esperanza ligger 2 155 meter över havet och antalet invånare är 1 019.
Terrängen runt Cuto de la Esperanza är kuperad åt sydost, men åt nordväst är den platt. Terrängen runt Cuto de la Esperanza sluttar söderut. Runt Cuto de la Esperanza är det tätbefolkat, med 493 invånare per kvadratkilometer. Närmaste större samhälle är Morelia, 16,6 km öster om Cuto de la Esperanza. I omgivningarna runt Cuto de la Esperanza växer huvudsakligen savannskog.